# 16 de Septiembre, Sonora
16 de Septiembre är en ort i Mexiko.   Den ligger i kommunen Altar och delstaten Sonora, i den nordvästra delen av landet, 1 800 km nordväst om huvudstaden Mexico City. 16 de Septiembre ligger 376 meter över havet och antalet invånare är 296.
Terrängen runt 16 de Septiembre är platt.  Trakten runt 16 de Septiembre är nära nog obefolkad, med mindre än två invånare per kvadratkilometer. Närmaste större samhälle är Altar, 7,9 km öster om 16 de Septiembre. Omgivningarna runt 16 de Septiembre är i huvudsak ett öppet busklandskap.